# Apostelkirche (Stockdorf)

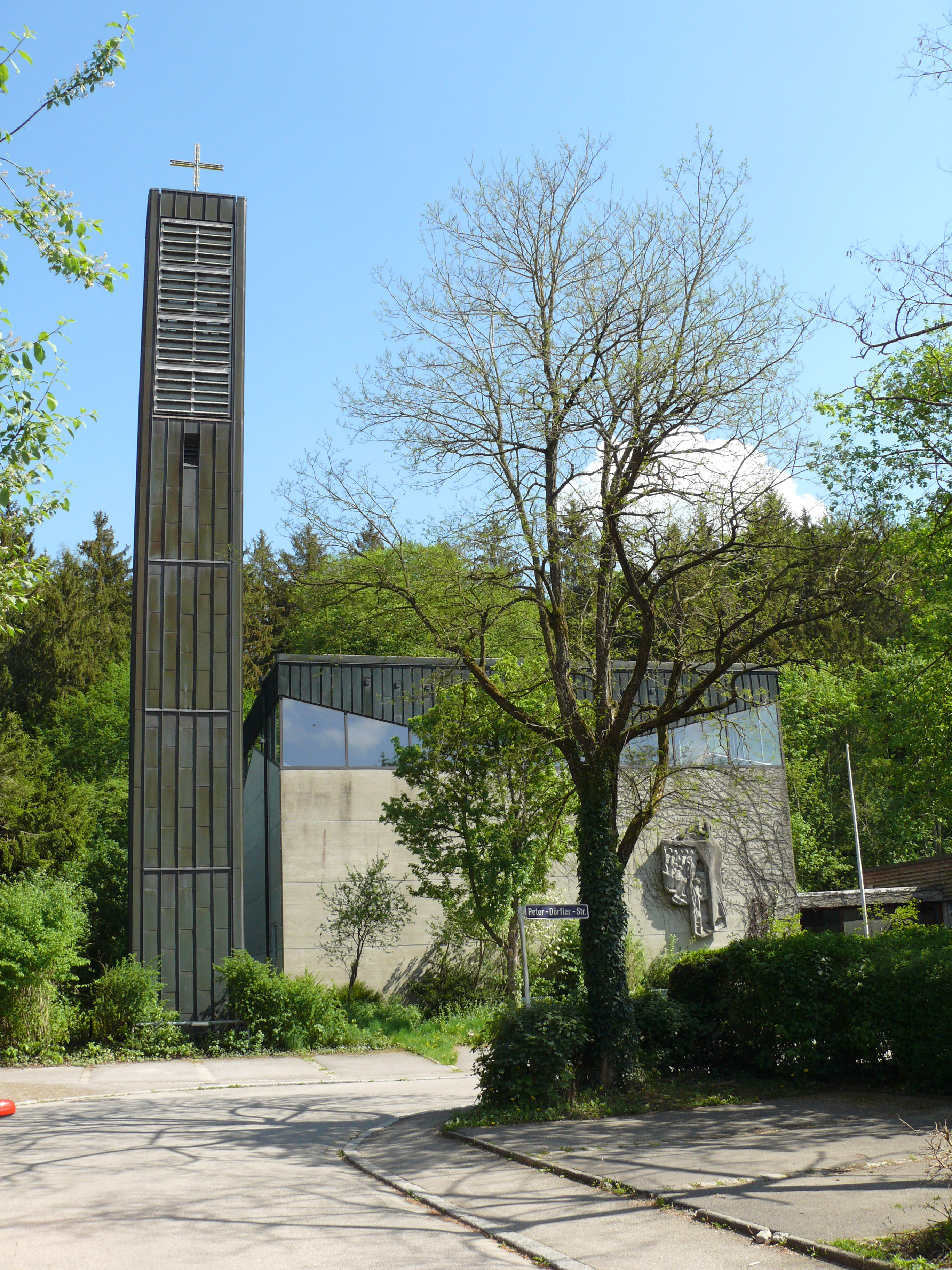
Apostelkirche von Westen

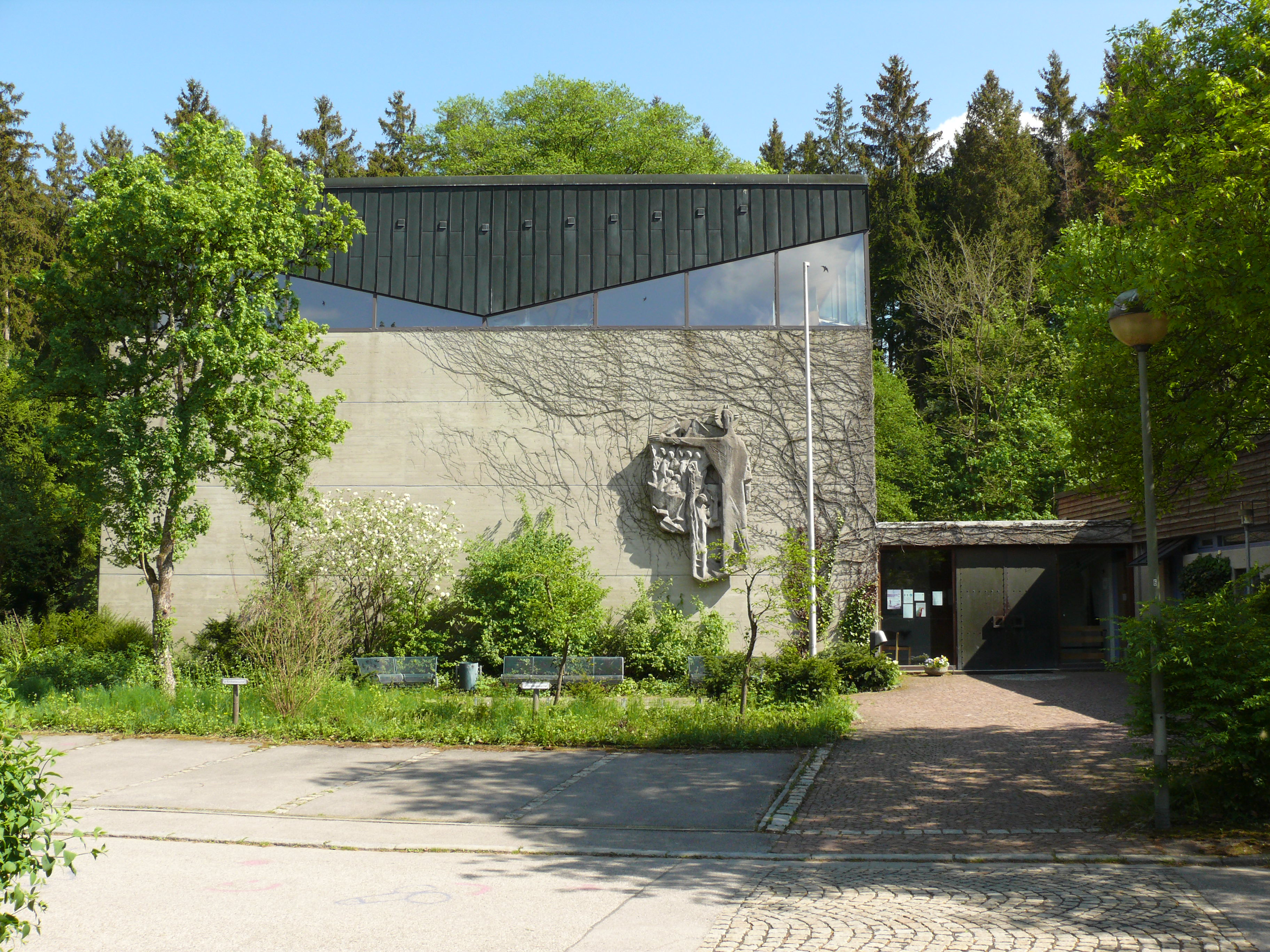
Der kubische Hauptbau und der Eingangsbereich

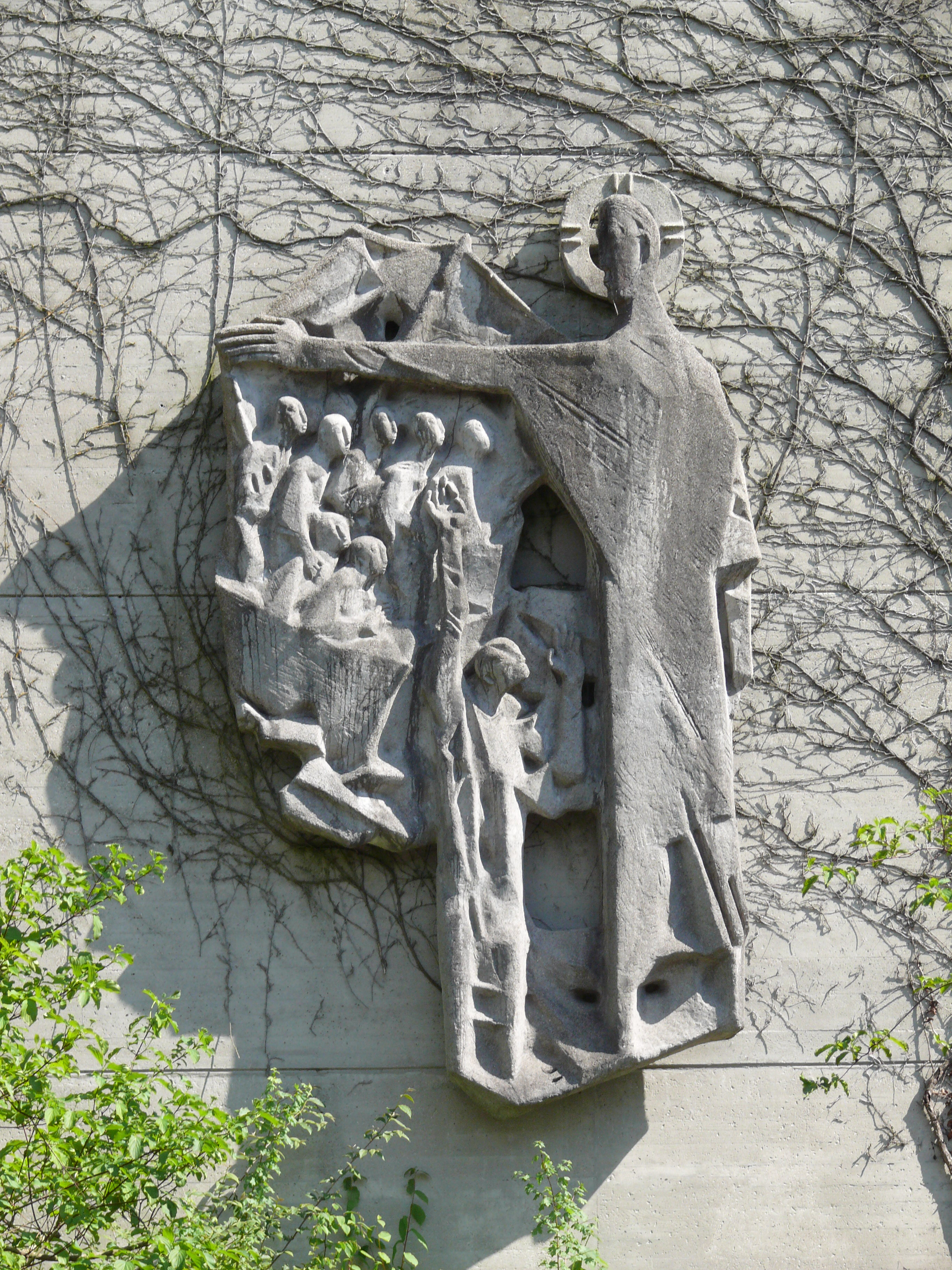
Fassadenrelief Der Gang auf dem Wasser

Die Apostelkirche in Stockdorf, einem Ortsteil von Gauting im Landkreis Starnberg in Oberbayern, wurde 1959 nach Plänen der Münchner Architekten Jakob Semler und Jakob Haider errichtet. Die Adresse ist Peter-Dörfler-Straße 18.

## Geschichte
Die evangelisch-lutherische Bevölkerungsminderheit nahm während der Industrialisierung und der Zuwanderung nach dem Zweiten Weltkrieg stark zu. Im Jahr 1959 waren es bereits 700 von 2100 Bürgern Stockdorfs. Am 13. Juli 1958 fand die Grundsteinlegung statt und am 8. November 1959 wurde die Kirche geweiht. Im April 1960 wurde Stockdorf zum Vikariat und 1964 zur eigenständigen Pfarrei. Erster Pfarrer war Ernst Oberhäußler. Am 1. Dezember 2018 wurde Stockdorf mit Planegg zur neuen Kirchengemeinde Planegg-Stockdorf verbunden.
Ab 1959 trug die Kirche den Namen „Evangelische Kirche Stockdorf“, 2009 erhielt sie den Namen „Apostelkirche“.
Zur 60-Jahr-Feier 2019 wurde das Theaterstück „Nach Europa“ der Gruppe „Eure Formation“ aufgeführt. Es beschäftigte sich mit der Flucht nach Europa. Ansonsten finden auch in unregelmäßigen Abständen Konzerte und Theateraufführungen in der Kirche statt.

## Architektur
Die Kirche ist ein kubischer Bau mit quadratischem Grundriss von rund 14 × 14 Metern. Die Außenwände sind aus Sichtbeton, innen sind die Wände weiß getüncht. Das Dach erscheint auf einem umlaufenden Fensterband nahezu schwebend. An die Südseite des kubischen Hauptbaus sind ein Vorbau mit dem Eingang und das Pfarramt angefügt. Der 21 Meter hohe Kirchturm ist freistehend vor die Nordseite gestellt.

## Ausstattung
Ein von Karlheinz Hoffmann geschaffenes Betonrelief an der Fassade links vom Eingang zeigt Petrus, der auf dem Wasser wandelt (Mt 14,22–33 ). Das farbige Tauffenster ist von Rupprecht Geiger gestaltet. Die Abendmahlsszene, die sich in dem betonierten Altar befindet, wurde von Blasius Gerg entworfen. Die Orgel lieferte 1963 G. F. Steinmeyer aus Oettingen. Nina Zeilhofer gestaltete die Kanzelparamente.
Die drei Kirchenglocken hängen übereinander im Kirchturm. Sie wurden vom Kommerzienrat Bernhard Fischer gestiftet:
- 572 kg: GOTT VATER DIR SEI PREIS / HIER UND IM HIMMEL OBEN / B. Fischer 1959
- 355 kg: HERR JESU GOTTES SOHN / DICH WILL ALLZEIT LOBEN
- 230 kg: O HEILIGER GEIST DEIN RUHM / ERSCHALL JE MEHR UND MEHR[1]